# Kenyaturako
Kenyaturako (Tauraco hartlaubi) är en afrikansk fågel i familjen turakor inom ordningen turakofåglar.

## Utseende och läten
Kenyaturako är en 43 cm lång medlem av familjen med blå rygg och diagnostisk metallblå hjässa. Karakteristiskt är även en tydlig vit fläck framför ögat liksom ett tunt vitt streck under ögat. Lätet är ett gutturalt, högljutt "kwa, kak, kwak-kwak, kwak", hårdare än andra gröna turakor.

## Utbredning och systematik
Kenyaturako förekommer i  höglandområden från Kenya till Uganda och nordöstra Tanzania. Tillfälligt har den setts i Spanien, men den anses osannolikt att den nått dit på naturlig väg. Den behandlas som monotypisk, det vill säga att den inte delas in i några underarter.

## Levnadssätt
Kenyaturako hittas i skog och tätbevuxna trädgårdar. Födan består huvudsakligen av frukt och bär, framför allt från Chaetacme, Euclea, Trema, Elaeodendron och Duranta. Den häckar mellan april och december, sammanfallande med regnperioder. Arten är stannfågel.

## Status och hot
Kenyaturako har ett stort utbredningsområde, men misstänks minska i antal i Tanzania till följd av jakt. Internationella naturvårdsunionen IUCN anser dock inte att den kan anses vara hotad och kategoriserar därför arten som livskraftig. Världspopulationen har inte uppskattats, men den beskrivs som ganska vanlig i hela utbredningsområdet, i vissa områden mycket vanlig upp till 1200 meters höjd.

## Namn
Fågelns vetenskapliga artnamn hedrar Karel Johann Gustav Hartlaub (1814-1900), tysk ornitolog och samlare.